# Bộ Tham mưu (Quân đội nhân dân Việt Nam)
Bộ Tham mưu là cơ quan chỉ huy cấp chiến dịch và tương đương trong lực lượng vũ trang của nhiều Quốc gia trên thế giới. Trong Quân đội nhân dân Việt Nam, Bộ Tham mưu là cơ quan tham mưu được biên chế, tổ chức thuộc các Quân khu từ năm 1957, sau đó biên chế, tổ chức ở Quân chủng, Tổng cục, Quân đoàn, Binh chủng và tương đương.

## Chức năng
Bộ Tham mưu có chức năng giúp Đảng ủy và Bộ Tư lệnh hoặc thủ trưởng cấp mình quản lý, chỉ huy tác chiến, tổ chức xây dựng lực lượng, huấn luyện sẵn sàng chiến đấu; là   trung tâm hiệp đồng với các cơ quan, đơn vị có liên quan trong các hoạt động quân sự, quốc phòng đồng thời là cơ quan nghiệp vụ cấp trên của phòng (ban) tham mưu đơn vị cấp dưới trực thuộc.

## Nhiệm vụ
Nhiệm vụ của Bộ Tham mưu tùy theo biên chế, tổ chức theo các cấp trực thuộc ở Quân khu, Quân chủng, Tổng cục, Quân đoàn, Binh chủng và tương đương cụ thểː
- Tham mưu lĩnh vực quân sự
- Tham mưu lĩnh vực kỹ thuật
- Tham mưu lĩnh vực hậu cần
- Tham mưu lĩnh vực tình báo
- Tham mưu lĩnh vực hải quân
- Tham mưu lĩnh vực không quân
- Tham mưu lĩnh vực đặc chủng (pháo binh, đặc công, công bình, hóa học, tăng thiết giáp, thông tin)
- Tham mưu lĩnh vực đào tạo quân sự quốc phòng

## Tổ chức chung

### Tổ chức Đảng
Từ năm 2006 thực hiện chế độ Chính ủy, Chính trị viên trong Quân đội. Tổ chức Đảng bộ như sau:
- Đảng bộ Quân khu, Quân đoàn và tương đương là cao nhất.
- Đảng bộ Bộ Tham mưu thuộc Đảng bộ Quân khu, Quân đoàn và tương đương
- Đảng bộ các đơn vị trực thuộc Bộ Tham mưu (tương đương cấp Tiểu đoàn và Trung đoàn)
- Chi bộ các cơ quan đơn vị trực thuộc các đơn vị cơ sở (tương đương cấp Đại đội)

Ban Thường vụ của Bộ Tham mưu gồmː
- Bí thư Đảng ủy Bộ Tham mưuː Thường là một Phó Tham mưu trưởng đảm nhiệm
- Phó Bí thư Đảng ủy Bộ Tham mưuː Thường là Tham mưu trưởng đảm nhiệm.
- Ủy viên Thường vụ Bộ Tham mưuː Thường là các Phó Tham mưu trưởng còn lại.

### Tổ chức chính quyền

#### Lãnh đạo chỉ huy
- Tham mưu trưởngː 01 người, thường là Phó Tư lệnh Quân khu, Quân đoàn... kiêm nhiệm. Trần quân hàm Đại tá hoặc Thiếu tướng
- Phó Tham mưu trưởng là Bí thư Đảng ủy Bộ Tham mưuː 01 người. Trần quân hàm Đại tá hoặc Thiếu tướng.
- Phó Tham mưu trưởngː từ 3-4 người. Trần quân hàm Đại tá.

#### Các cơ quan chức năng
1. Phòng Chính trị
2. Phòng Kỹ thuật
3. Phòng Hậu cần
4. Phòng Tác chiến
5. Phòng Quân lực
6. Phòng Quân huấn
7. Phòng Thông tin
8. Phòng Cơ yếu
9. Phòng Cứu hộ
10. Phòng Biên phòng
11. Phòng Dân quân Tự vệ
12. Phòng Công binh
13. Phòng Tác chiến điện tử
14. Phòng Trinh sát
15. Phòng Quân báo
16. Phòng Hóa học
17. Phòng Tăng Thiết giáp
18. Phòng Pháo binh
19. Phòng Phòng không
20. Phòng Trinh sát
21. Ban Tài chính
22. Ban Công nghệ thông tin
23. Ban Bản đồ

#### Các đơn vị cơ sở
1. Tiểu đoàn Đặc công
2. Tiểu đoàn Hóa học
3. Tiểu đoàn Trinh sát
4. Tiểu đoàn Pháo binh
5. Tiểu đoàn Công binh
6. Tiểu đoàn Cảnh vệ
7. Trung tâm
8. Các Cụm điệp báo

## Hệ thống cơ quan tham mưu
- Bộ Tổng Tham mưu thuộc Bộ Quốc phòng.
- Bộ tham mưu thuộc các Quân khu, Quân chủng, Bộ đội Biên phòng, Tổng cục, Quân đoàn, Binh chủng, Cảnh sát biển, Học viện Quốc phòng, Bộ Tư lệnh Thủ đô Hà Nội,  và tương đương.
- Phòng tham mưu thuộc các Sư đoàn, Lữ đoàn, Vùng Hải quân, Vùng Cảnh sát biển, Bộ Chỉ huy quân sự tỉnh, thành phố trực thuộc Trung ương, Bộ chỉ huy Bộ đội Biên phòng tỉnh, thành phố trực thuộc Trung ương và tương đương.
- Ban tham mưu thuộc các Trung đoàn, Ban chỉ huy quân sự quận, huyện, thị xã và tương đương.

## Tổ chức cụ thể

### Bộ Tham mưu thuộc Quân khu
- Bộ Tham mưu Quân khu 1
- Bộ Tham mưu Quân khu 2
- Bộ Tham mưu Quân khu 3
- Bộ Tham mưu Quân khu 4
- Bộ Tham mưu Quân khu 5
- Bộ Tham mưu Quân khu 7
- Bộ Tham mưu Quân khu 9
- Bộ Tham mưu Bộ Tư lệnh Thủ đô Hà Nội

### Bộ Tham mưu thuộc Quân chủng
- Bộ Tham mưu Quân chủng Hải quân
- Bộ Tham mưu Quân chủng Phòng không-Không quân
- Bộ Tham mưu Bộ đội Biên phòng
- Bộ Tham mưu Cảnh sát biển

### Bộ Tham mưu thuộc Tổng cục
- Bộ Tham mưu Tổng cục Kỹ thuật
- Bộ Tham mưu Tổng cục Hậu cần
- Bộ Tham mưu Tổng cục Tình báo
- Bộ Tham mưu Tổng cục Công nghiệp Quốc phòng

### Bộ Tham mưu thuộc Quân đoàn
- Bộ Tham mưu Quân đoàn 1
- Bộ Tham mưu Quân đoàn 2
- Bộ Tham mưu Quân đoàn 3
- Bộ Tham mưu Quân đoàn 4

### Bộ Tham mưu thuộc Binh chủng
- Bộ Tham mưu Binh chủng Pháo binh
- Bộ Tham mưu Binh chủng Đặc công
- Bộ Tham mưu Binh chủng Công binh
- Bộ Tham mưu Binh chủng Hóa học
- Bộ Tham mưu Binh chủng Tăng Thiết giáp
- Bộ Tham mưu Binh chủng Thông tin liên lạc